# Sedum chrysicaulum
Sedum chrysicaulum är en fetbladsväxtart som beskrevs av J.A. Mcdonald. Sedum chrysicaulum ingår i Fetknoppssläktet som ingår i familjen fetbladsväxter. Inga underarter finns listade i Catalogue of Life.